# Парк імені Туманяна
Парк імені Туманяна (вірм. Թումանյան այգի) — парк в Єревані, розташований в районі Ачапняк. Має площу 7 га, розташований в ущелині річки Раздан і обмежений з заходу вулицею Алабяна, з півдня — перетинають ущелині Великим Разданським мостом, зі сходу — руслом Раздана і з півночі — будівлею Центру креативних технологій «Тумо». Через це в розмовній мові його нерідко називають «парк Тумо».
Парк, названий на честь знаменитого вірменського письменника і поета Ованеса Туманяна, відкритий в 1970 році до 100-річчя з дня його народження. У 1973 році в парку встановлені статуї Ануша і Саро, двох головних героїв поеми Туманяна «Ануш». У 1986 році в парку встановлена ще одна статуя персонажа Туманяна Лореці Сако.
У 1990-ті роки через несприятливу фінансову ситуацію в країні парк занепав, частина дерев була вирубана. У 2009-2010 роках реконструйований: впроваджена автоматична система поливу, обладнані майданчики для футболу і баскетболу, побудовані дитячі майданчики, висаджено 1000 дерев, покладені пішохідні та велосипедні доріжки. На місці занедбаного кінотеатру «Арарат», що примикав до парку, створений центр креативних технологій «Тумо». В даний час цей парк дуже популярний серед мешканців міста.

## Галерея

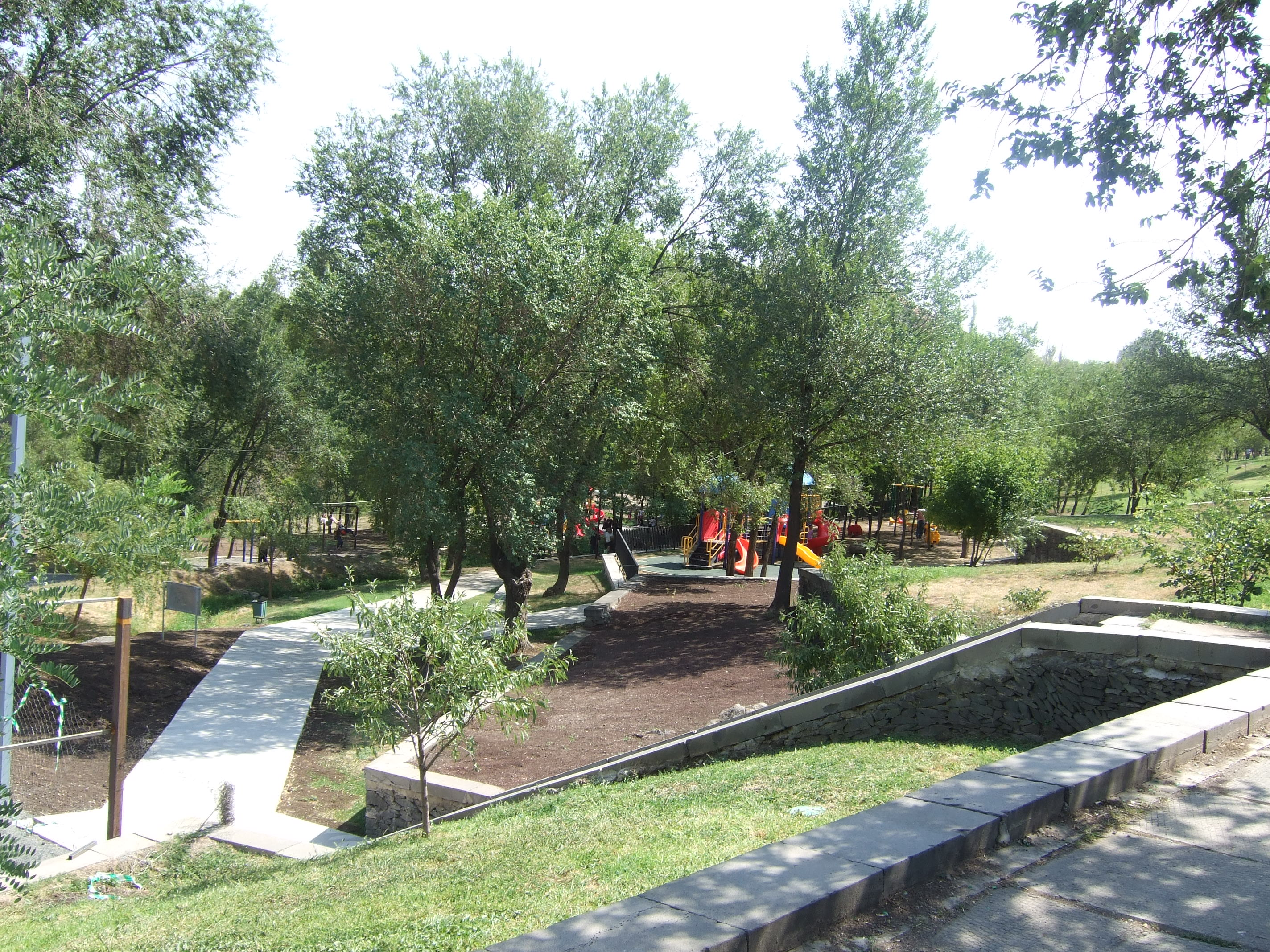
Вид в парку
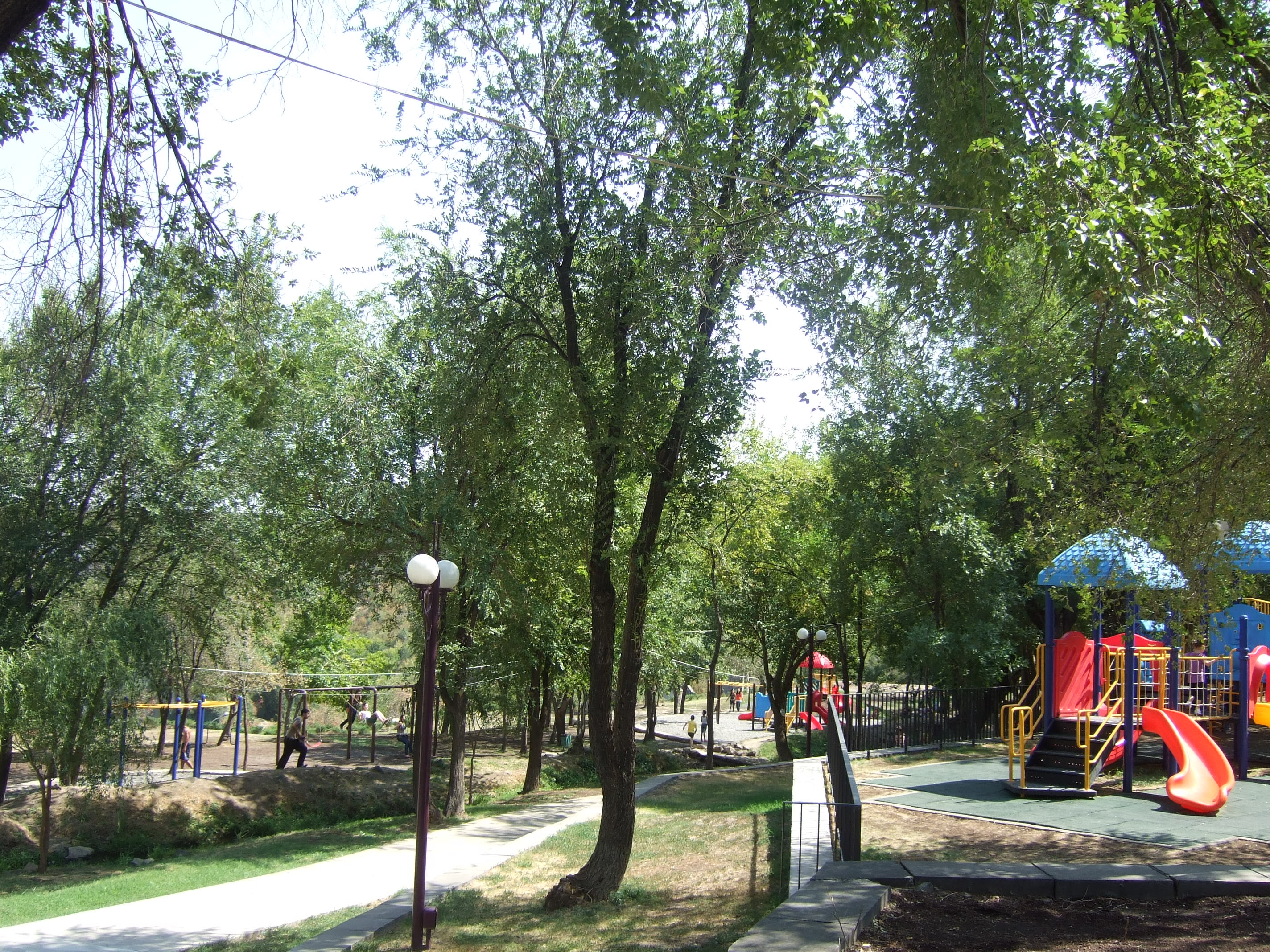
Дитячий майданчик
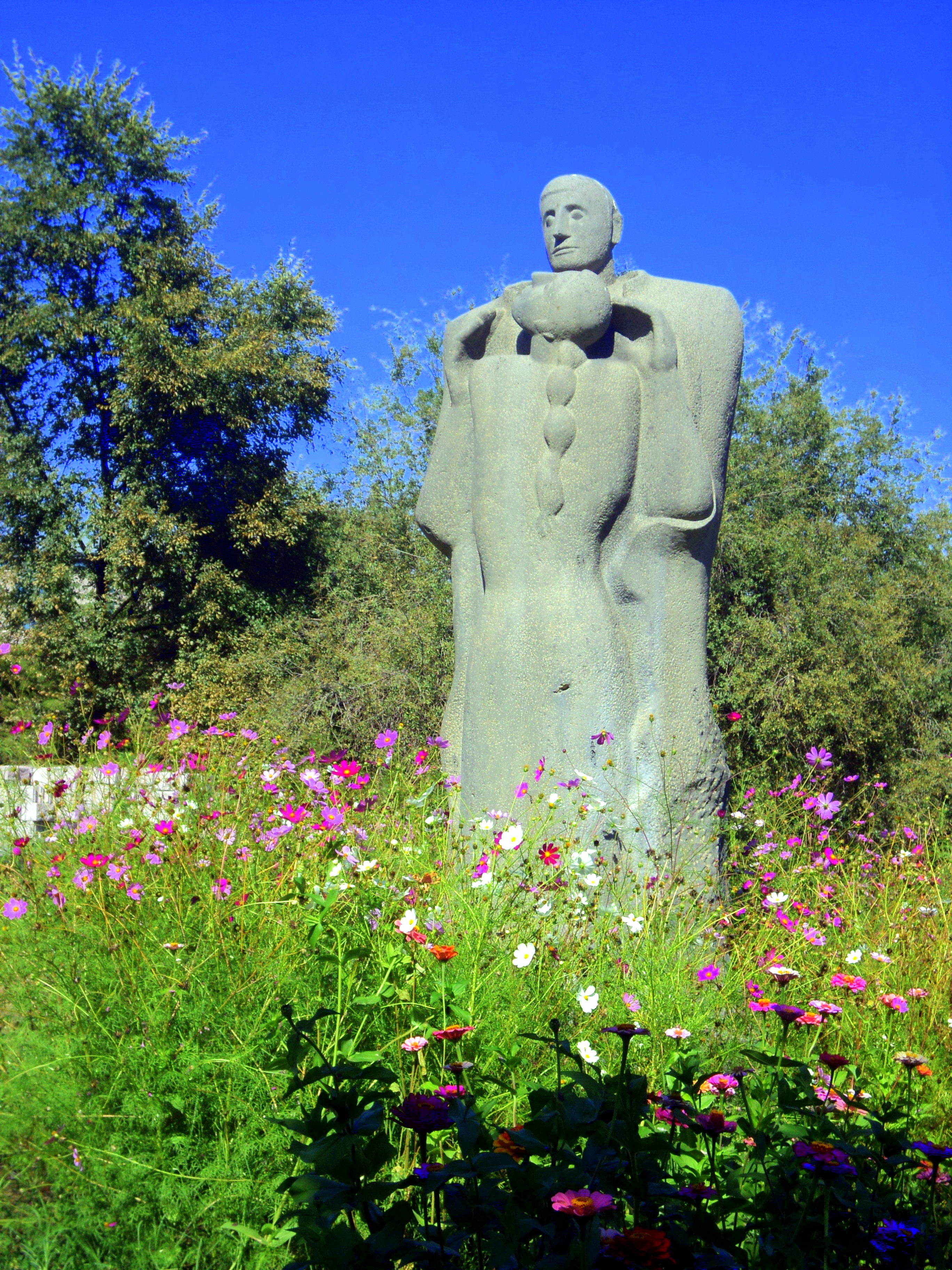
Ануш і Саро
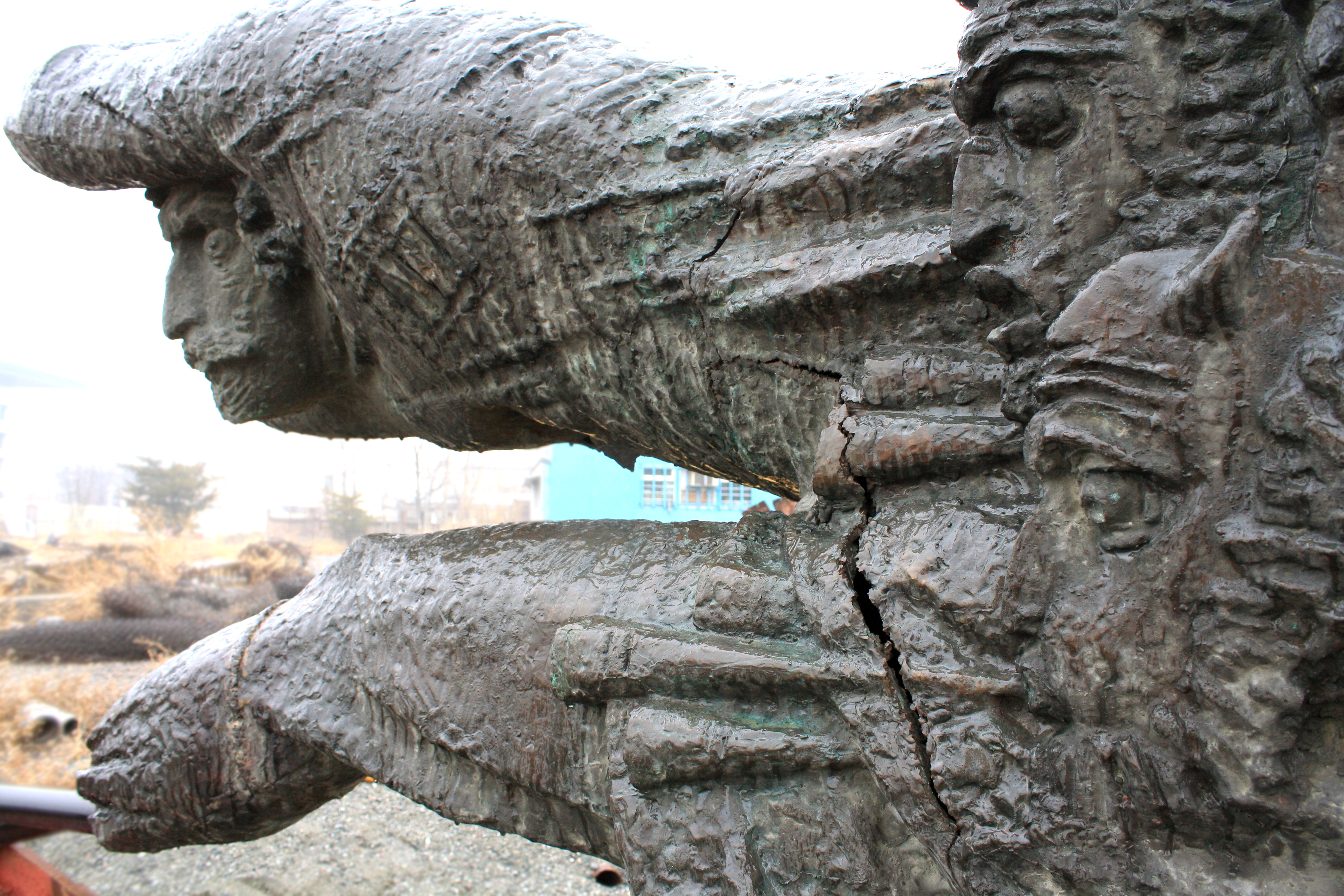
Лореці Сако